# CroMonolithic Remixes for an Iron Age
CroMonolithic Remixes for an Iron Age è il primo EP del gruppo musicale statunitense Sunn O))), pubblicato nel 2004 dalla Southern Lord Records.

## Tracce
1. Rule The Divine (Mysteria Caelestis Mugivi) – 15:57
2. Catch 22 (Surrender or Die) – 11:29